# توبل-تيغرشن
توبل-تيغرشن (بالألمانية: Tobel-Tägerschen) هي بلدية سويسرية تتبع لمقاطعة مونكفيلن في كانتون تورغاو. تبلغ مساحتها 7.11 كيلومتر مربع، ويقدر عدد سكانها بـ 1556 نسمة (حسب تعداد ديسمبر 2015).